# Mauri Röppänen
Mauri Uolevi Röppänen (* 19. Januar 1946 in Outokumpu) ist ein ehemaliger finnischer Biathlet und Sportschütze.
Röppänen gewann eine Silbermedaille mit der 4 × 7,5 km Biathlon-Staffel bei den Olympischen Winterspielen 1972 in Sapporo.
Bei den Biathlon-Weltmeisterschaften 1969 gewann er eine weitere Bronzemedaille mit der 4 × 7,5 km Biathlon-Staffel.
Röppänen trat bei den Olympischen Spielen 1980 in Moskau und 1984 in Los Angeles als Sportschütze an. 1980 belegte er im Kleinkaliber-Dreistellungskampf den vierten Platz. 1981 war Röppänen Weltmeister im Stehend-Anschlag mit dem freien Gewehr, 1983 siegte er mit dem Standardgewehr im Dreistellungskampf. 1987 gewann er zusammen mit Kalle Leskinen und Ralf Westerlund den Weltmeistertitel in der Mannschaftswertung im Dreistellungskampf mit dem freien Gewehr. Bei den Europameisterschaften 1981 gewann er den Titel mit dem freien Gewehr, 1987 gehörte er zur siegreichen Mannschaft im Dreistellungskampf mit dem freien Gewehr.

## Belege
1. ↑  "1972 Winter Olympics – Sapporo, Japan – Biathlon" (Memento des Originals vom 17. August 2007 im Internet Archive)  Info: Der Archivlink wurde automatisch eingesetzt und noch nicht geprüft. Bitte prüfe Original- und Archivlink gemäß Anleitung und entferne dann diesen Hinweis. – databaseOlympics.com (abgerufen am 25. April 2008)
2. ↑  Weltmeisterschaften im Sportschießen auf sport-komplett.de
3. ↑  Europameisterschaften im Sportschießen auf sport-komplett.de